# Markgröningen
Markgröningen es una ciudad alemana perteneciente al distrito de Luisburgo de Baden-Wurtemberg.
A 31 de diciembre de 2015 tiene 14 555 habitantes.
Se conoce la existencia de la localidad desde 779, en una donación a la Abadía de Fulda. En 1229 pasó a ser una ciudad imperial libre, hasta que en 1336 pasó a pertenecer a la Casa de Wurtemberg. Fue una localidad importante en Wurtemberg hasta que en el siglo XVIII se trasladaron las principales administraciones locales a la vecina Luisburgo. Entre 1916 y 1975 estuvo conectada a la red ferroviaria.
Se ubica en la periferia occidental de la capital distrital Luisburgo.